# Naplanum

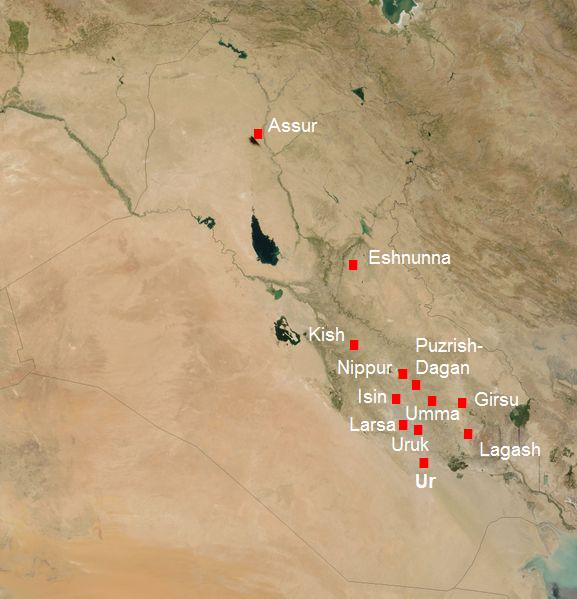
Mapa południowej Mezopotamii ze stanowiskami z okresu III dynastii z Ur.

Naplanum (2025–2005 p.n.e. – chronologia średnia) – jeden z przywódców plemion Amorytów, który w 2025 r. p.n.e. opanował Larsę, obwołał się jej władcą i wypowiedział posłuszeństwo Ibbi-Suenowi – ostatniemu władcy królestwa III dynastii z Ur. W 2005 r. p.n.e. działając w sojuszu z wojskami Elamu walnie dopomógł im w zdobyciu Ur – stolicy królestwa III dynastii z Ur.